# Comissão da Verdade e Reconciliação (Peru)

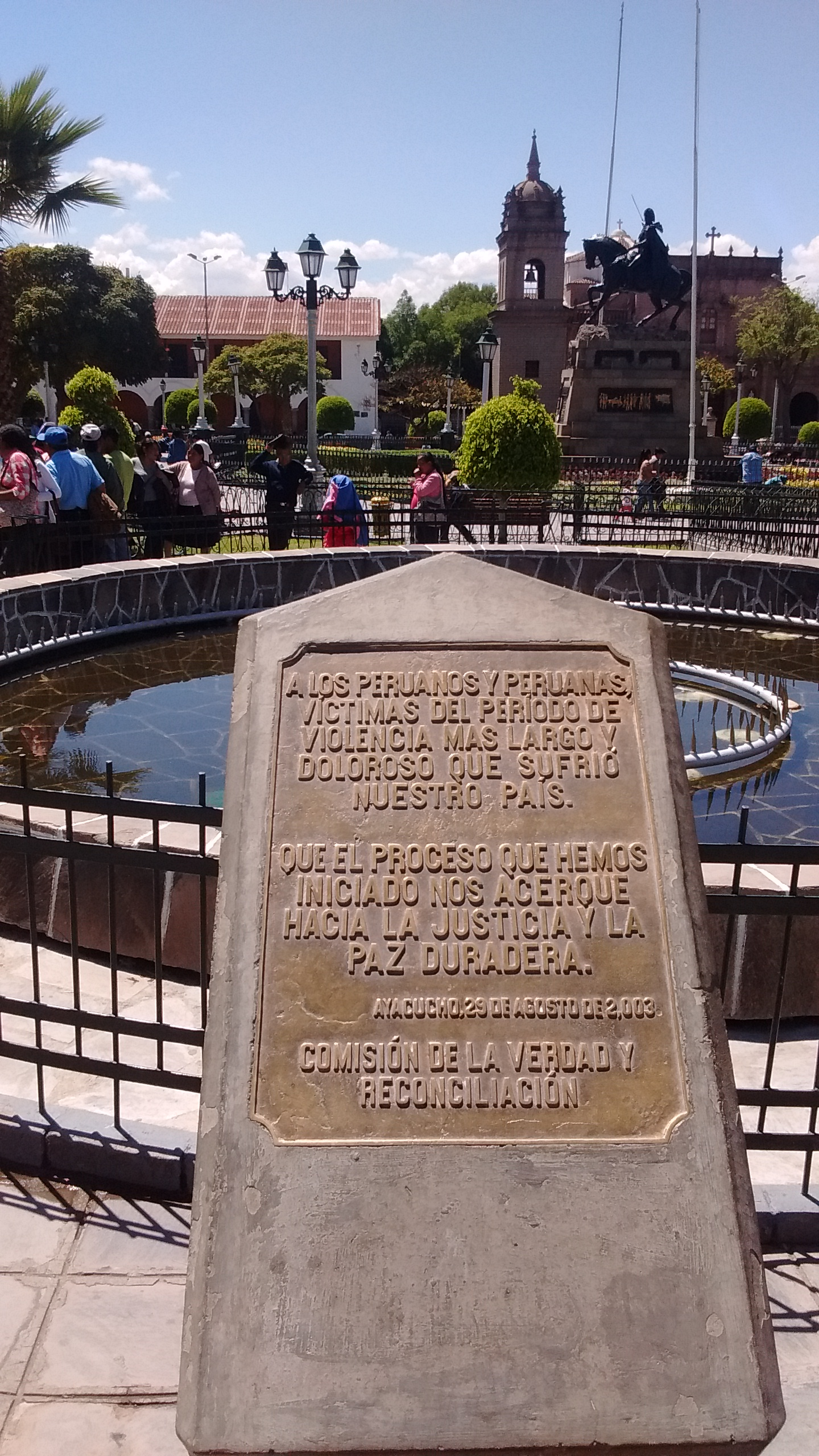
Placa comemorativa da CVR na cidade de Ayacucho.

A Comissão da Verdade e Reconciliação do Peru (em castelhano:  Comisión de la Verdad y Reconciliación, CVR) (13 de julho de 2001 - 28 de agosto de 2003) foi uma comissão da verdade encarregada principalmente de elaborar um relatório os abusos dos direitos humanos cometidos durante o conflito armado no Peru entre as décadas de 1980 a 2000. Foi criada em junho de 2001 pelo presidente do governo de transição, Valentín Paniagua, convocando diferentes membros da sociedade civil. Foi presidida por Salomón Lerner Febres, então reitor da Pontifícia Universidade Católica do Peru.
A comissão foi uma resposta ao violento conflito interno ocorrido durante a administração dos presidentes Fernando Belaúnde (1980–1985), Alan García (1985–1990) e Alberto Fujimori (1990–2000).
Além de investigar a violência armada do Sendero Luminoso (PCP-SL) e do Movimento Revolucionário Tupac Amaru (MRTA), procurou aprofundar as causas dessa violência e a dura repressão militar contra essas organizações, que fizeram vítimas principalmente civis. Para isso, colheu depoimentos de 16.985 pessoas e organizou 21 audiências com vítimas de violência, às quais compareceram mais de 9.500 pessoas. O Relatório Final foi tornado público em 28 de agosto de 2003, perante o presidente peruano Alejandro Toledo Manrique.
O mandato da comissão era fornecer um registro das violações dos direitos humanos e do direito internacional humanitário cometidas no Peru entre maio de 1980 e novembro de 2000, bem como recomendar mecanismos para promover e fortalecer os direitos humanos. A comissão relatou cerca de 70.000 mortes, assassinatos, torturas, desaparecimentos, deslocamentos, emprego de métodos terroristas e outras violações de direitos humanos executadas pelo Estado, pelo Sendero Luminoso e pelo Movimento Revolucionário Túpac Amaru. O relatório concluiu que existe responsabilidade institucional e individual, bem como a identificação de fatores raciais e culturais que se tornaram catalisadores do conflito.
Um estudo de 2019 contestou os números de baixas da Comissão da Verdade e Reconciliação, estimando, em vez disso, "um total de 48.000 assassinatos, substancialmente menor do que a estimativa" da comissão e concluindo que "o Estado peruano responde por uma parcela significativamente maior do que o Sendero Luminoso".